# Море (Гайнівський повіт)
Море (Може, пол. Morze) — село в Польщі, у гміні Чижі Гайнівського повіту Підляського воєводства. Населення — 170 осіб (2011).

## Історія
Засноване до 1570 року.
У 1975—1998 роках село належало до Білостоцького воєводства.

## Демографія
Демографічна структура станом на 31 березня 2011 року:
|          | Загалом | Допрацездатний вік | Працездатний вік | Постпрацездатний вік |
| -------- | ------- | ------------------ | ---------------- | -------------------- |
| Чоловіки | 89      | 10                 | 46               | 33                   |
| Жінки    | 81      | 9                  | 31               | 41                   |
| Разом    | 170     | 19                 | 77               | 74                   |

## Релігія
На сільському цвинтарі міститься каплиця святої Теклі.

## Особистості

### Народилися
- Ірина Боровик, поетеса, пише місцевим діалектом української мови та польською, раніші роботи також писала білоруською[2].